# Lauren Ambrose
Lauren Ambrose, född 16 november 1978 i New Haven, Connecticut, är en amerikansk skådespelare. Hon är mest känd för sin roll som Claire Fisher, dottern i serien Six Feet Under.
Laureen Ambrose föddes 1978 i New Haven, Connecticut och gjorde sin teaterdebut vid 14 års ålder. Förutom sin roll i "Six Feet Under" har hon medverkat i filmer som Swimming, Psycho Beach Party, Can't Hardly Wait och In and Out. Hon har också medverkat i ett antal TV-serier i USA.

## Filmografi
- 1997 – Ute eller inte
- 1998 – Alla var där
- 2000 – Psycho Beach Party
- 2000 – Swimming
- 2001–2005 – Six Feet Under  (TV-serie)
- 2004 – Admissions
- 2006 – Diggers
- 2007 – Starting Out in the Evening
- 2009 – Cold Souls
- 2009 – Loving Leah
- 2009 – The Other Woman
- 2009 – A Dog Year
- 2011 – About Sunny
- 2011 – Weekends at Bellevue
- 2012 – Wanderlust
- 2012 – Grassroots
- 2012 – Sleepwalk with Me
- 2012 – Coma
- 2013 – The River
- 2021 – Yellowjackets (TV-serie)